# Soeurs Noires Augustines de Bruxelles
Die Soeurs Noires Augustines de Bruxelles sind eine historische Ordensgemeinschaft der römisch-katholischen Kirche in Belgien. Die Schwestern, welche einen Ast der Zwartzusters bilden, haben eine lange Geschichte gehabt, welche mit dem 20. Jahrhundert endete.

## Geschichte
Ist das genaue Gründungsdatum des Klosters auch nicht bekannt, so kann doch angenommen werden, dass es in der Mitte des 14. Jahrhunderts ins Leben trat. Ob es sich bei der zwischen 1348 und 1350 bekannten Cellenzustersgemeinschaft um das von uns behandelte Kloster handelt, ist nicht sicher, doch findet sich seine erste auf uns gekommene urkundliche Erwähnung am 15. Juli 1360.
Nachdem die Gemeinschaft zwischen 1459 und 1465 die Regel des heiligen Augustinus angenommen hatte, finden wir das Kloster auch schon im Jahre 1465 unter dem Namen Huis van Africa. Nach Grootaers ist dieser Name ein Hinweis auf den Heiligen Augustinus, welcher aus Nordafrika stammte. 
Seit der zweiten Hälfte des 15. Jahrhunderts unter der Aufsicht der Karmeliten stehend, begann sich das Kloster zunehmend durch den Kauf benachbarter Häuser auszubreiten. Doch wuchs auch der Personalbestand des Klosters, welches 1525 noch 25 Schwestern zählte, auf 34 oder 35 Schwestern im Jahre 1629. Als die Stadt 1695 durch die französischen Belagerer bombardiert wurde, kam es zu einer Zerstörung der Klostergebäude, so dass es zu einem Neubau derselben kam, welcher jedoch zwischen 1779 und 1782 ebenfalls durch einen Neubau ersetzt wurde. 
War es in den vergangenen Jahren um das Kloster ruhig gewesen, so mussten sie doch im Gefolge der Französischen Revolution ihr Kloster am 27. Januar 1798 verlassen. 
Nachdem sie 1802 das ehemalige Bogaardenklooster zugewiesen bekamen, erhielten sie durch Napoléon Bonaparte im folgenden Jahr ein Geschenk von 5.000 Francs. Seit 1803 wieder ihr Ordenskleid tragend, erhielten die Schwestern 1820 die staatliche Anerkennung, welche es ihnen jedoch eine maximale Anzahl von 32 Schwestern einräumte. Ein Antrag der Oberin aus dem Jahre 1824, die Mitgliederzahl auf 50 zu erhöhen wurde abgelehnt, 1827 dann aber stattgegeben. 
Zwei Jahre später bezogen sie das ehemalige Visitandinnenkloster, von wo aus sie 1878 das Kloster auf die Blaesstraat verlegten. Den hiesigen Neubau konnten sie teilweise durch eine dafür ins Leben gerufene Lotterie finanzieren. 
Da sie ihren Dienst auch an den Honoritäten der Stadt verrichteten, kamen sie mit vielen bemittelten Menschen in Kontakt. Dies bescherte der Gemeinschaft 1944 das Erbe des Schlosses von Westerlo, worin sie 1946 ein Altenheim für Priester einrichteten. Doch in den folgenden Jahren wurde die Kongregation bischöflichen Rechtes immer kleiner, so dass sie 1970 noch 22 Schwestern zählte. 
1976 verkaufte man das Filialkloster zu Westerlo und teilte den Erlös zwischen der Diözese und der Kongregation auf. Das Mutterhaus aber wurde noch im selben Jahr in ein Altenheim umgewandelt und ein neuer Gebäudeflügel an der Sint-Ghislenusstraat 1978 als Klausurbau errichtet. Als die Gemeinschaft im Jahre 1990 das Amt einer Generaloberin nicht mehr besetzte, zählte sie noch vier alte und vier „jüngere“ Schwestern. Im Januar 1998 siedelten die beiden älteren Schwestern in das Altenheim Sint-Monica über, während die beiden jüngeren Schwestern ein Apartment bezogen.